# Kassai Viktor
Kassai Viktor (Tatabánya, 1975. szeptember 10. –) magyar és nemzetközi labdarúgó-játékvezető. Polgári foglalkozása osztrák profi játékvezetők vezetője (korábban nyomdaipari értékesítő, idegenforgalmi referens, profi játékvezető)
2003-tól volt a Nemzetközi Labdarúgó-szövetség keretének tagja, 2008-ban az olimpiai torna döntőjét, 2011-ben pedig a Bajnokok Ligája döntőjét vezette. 2011-ben a világbajnokságon, 2012-ben és 2016-ban pedig az Európa-bajnokságon működött közre, 2011-ben a világ legjobb játékvezetőjének választották. 322 magyar élvonalbeli mérkőzést vezetett pályája során, ezzel visszavonulásakor vezette a vonatkozó rangsort. A 2021. május 9. napján levezetett Diósgyőr – MOL Fehérvár mérkőzéssel Solymosi Péter megdöntötte ezt a rekordját.
Visszavonulását követően 2020 januárjában az Orosz Labdarúgó-szövetségben a játékvezetők szakmai vezetője lett, egészen 2021 nyaráig.
2022. január 26-án bejelentették, hogy másfél évig a Bolgár Labdarúgó-szövetség játékvezetői bizottságát vezeti. 2023. június 14-én bejelentették, hogy a Bolgár labdarúgó-szövetség nem hosszabbítja meg a hónap végén lejáró szerződését, így Kassai távozik a játékvezetői bizottság éléről.
2023. június 15-én Osztrák Labdarúgó-szövetség (ÖFB) hivatalos honlapján közölte, hogy az új idénytől kezdve Kassai Viktor lesz a szövetség játékvezetői osztályának új vezetője.

## Pályafutása
Játékvezetésből 1990-ben Bicskén vizsgázott. A Tatabányai Labdarúgó-szövetség, majd a Komárom-Esztergom megyei Labdarúgó Szövetség által üzemeltetett labdarúgó bajnokságokban 1990–1995 között végezte sportszolgálatát.
| Időpont           | Helyszín                 | Mérkőzés típusa           | Mérkőzés            |
| ----------------- | ------------------------ | ------------------------- | ------------------- |
| 1990. június      | Helyi Stadion, Szárliget | asszisztens (1. mérkőzés) | Szárliget–Óbarok    |
| 1991. október     | Helyi Stadion, Kecskéd   | első mérkőzés (ifjúsági)  | Kecskéd–Vértessomló |
| 1993. április 11. | Helyi Stadion, Ászár     | első mérkőzés (felnőtt)   | Ászár–Császár       |

A megyei JB javaslatára 1995–1997 között NB III-as, egyben országos utánpótlás bíró. A MLSZ Játékvezető Testületének (JT) minősítésével 1997–1998 között NB II-es, 1998–1999 között NB I/B-s, majd 1999-től NB I-es bíró. Sokat foglalkoztatott játékvezető. 2013. júniusi ülésén az MLSZ elfogadta a professzionista játékvezetői foglalkoztatást. NB I-es mérkőzéseinek száma: 300 (2018. július 29.). Vezetett kupadöntők száma: 2. 2019. november 9-én a Zalaegerszegi TE–Mezőkövesd találkozón 322. alkalommal vezetett magyar élvonalbeli mérkőzést, amivel megdöntötte Szabó Zsolt rekordját. NB. I-es mérkőzések száma: 323
| Időpont           | Helyszín                           | Mérkőzés típusa          | Mérkőzés                     | Eredmény | Nézők száma |
| ----------------- | ---------------------------------- | ------------------------ | ---------------------------- | -------- | ----------- |
| 1999. március 20. | ZTE Aréna, Zalaegerszeg            | első NB I-es mérkőzése   | Zalaegerszeg–BVSC            | 2 – 0    | 10 000      |
| 2018. július 29.  | Hidegkuti Nándor Stadion, Budapest | 300. NB I-es mérkőzése   | MTK Budapest–Ferencvárosi TC | 1 – 4    | 4049        |
| 2019. december 7. | Debrecen                           | utolsó NB I-es mérkőzése | DVSC – Budapest Honvéd       | 1 – 1    | 2080        |

Kassai Viktor 2019 decemberében bejelentette visszavonulását az aktív játékvezetéstől.
Az MLSZ JB küldésére több alkalommal vezette a Magyar labdarúgókupa döntőt.
| Időpont          | Helyszín                        | Mérkőzés típusa   | Mérkőzés                     | Eredmény | Nézők száma |
| ---------------- | ------------------------------- | ----------------- | ---------------------------- | -------- | ----------- |
| 2008. május 28.  | Bozsik József Stadion, Budapest | döntő 1. mérkőzés | Budapest Honvéd FC–DVSC-TEVA | 0 – 7    | 2200        |
| 2013. május 22.. | Bozsik Stadion, Budapest        | döntő             | Debreceni VSC–Győri ETO FC   | 2 – 1    | 5570        |

A Magyar Labdarúgó Szövetség Játékvezető Bizottsága (JB) terjesztette fel nemzetközi játékvezetőnek, a Nemzetközi Labdarúgó-szövetség (FIFA) 2003-tól tartja nyilván bírói keretében. A FIFA JB központi nyelvei közül az angolt és a németet beszéli. Keményen betartatták vele a nemzetközi lépcsőfokokat. Nemzetközi pályafutását korosztályos tornán kezdte. Egy spanyol ifjúsági viadalon vezetett először, ha beválik, jöhet a többi mérkőzés. Az Európai Labdarúgó-szövetség (UEFA) JB félévente minősíti az egyes játékvezetői kategóriákat. 2007-ben az elit osztályba emelték. Több nemzetek közötti válogatott (Labdarúgó-világbajnokság, Labdarúgó-Európa-bajnokság, Olimpiai játékok), valamint Intertotó-kupa, UEFA-kupa, Európa-liga és UEFA-bajnokok ligája klubmérkőzést vezetett, vagy működő társának 4. bíróként segített. A magyar nemzetközi játékvezetők rangsorában, a világbajnokság-Európa-bajnokság sorrendjében az első helyet foglalja el 30 találkozóval. Európában a legtöbb válogatott mérkőzést vezetők rangsorában Wolfgang Stark társaságában a 10–11. helyen tartózkodik. Válogatott mérkőzéseinek száma 40 (2002. május 17.– 2016. július 2.). Vezetett kupadöntők száma: 2.
| Időpont           | Helyszín                | Mérkőzés típusa                              | Mérkőzés                |
| ----------------- | ----------------------- | -------------------------------------------- | ----------------------- |
| 2000. október 24. | Városi Stadion, Plovdiv | UEFA Regions Cup (első nemzetközi mérkőzése) | Plovdiv–Kelet-Szlovákia |

A 2007-es U20-as labdarúgó-világbajnokságon, a 2013-as U20-as labdarúgó-világbajnokságon a FIFA JB bírói feladatra alkalmazta. Állandó asszisztensként 2007-ben Erős Gábor és Vámos Tibor, 2013-ban Erős Gábor és Albert István segítették szakmai munkáját.
| Időpont          | Helyszín                            | Mérkőzés típusa             | Mérkőzés              | Eredmény | Nézők száma |
| ---------------- | ----------------------------------- | --------------------------- | --------------------- | -------- | ----------- |
| 2007. július 3.  | Olimpiai Stadion, Montréal          | csoportmérkőzés (D csoport) | Brazília–Dél-Korea    | 3 – 2    | 35 801      |
| 2007. július 6.  | Frank Clair Stadion, Ottawa         | csoportmérkőzés (E csoport) | Argentína–Észak-Korea | 1 – 0    | 26 559      |
| 2007. július 12. | Olimpiai Stadion, Montréal          | egyik nyolcaddöntő          | Mexikó–Kongó          | 3 – 0    | 40 204      |
| 2013. június 24. | Kadir Has Stadion, Kayseri          | csoportmérkőzés (B csoport) | Kuba–Nigéria          | 0 – 3    | 1058        |
| 2013. június 29. | Akdeniz University Stadion, Antalya | csoportmérkőzés (F csoport) | Üzbegisztán–Uruguay   | 0 – 4    | 2785        |

A 2009-es U17-es labdarúgó-világbajnokságon a FIFA JB a megszokott, állandó társaival három mérkőzésen foglalkoztatta. 
| Időpont           | Helyszín                      | Mérkőzés típusa             | Mérkőzés                       | Eredmény | Nézők száma |
| ----------------- | ----------------------------- | --------------------------- | ------------------------------ | -------- | ----------- |
| 2009. október 26. | Sani Abacha Stadion, Kano     | csoportmérkőzés (E csoport) | Spanyolország–Egyesült Államok | 2 – 1    | 19 500      |
| 2009. október 29. | Ahmadou Bello Stadion, Kaduna | csoportmérkőzés (F csoport) | Uruguay–Algéria                | 2 – 0    | 13 879      |
| 2009. november 8. | Gateway Stadion, Ijebu-Ode    | egyik negyeddöntő           | Svájc–Olaszország              | 2 – 1    | 13 482      |

A 2006-os labdarúgó-világbajnokságon, a 2010-es labdarúgó-világbajnokságon és a 2014-es labdarúgó-világbajnokságon a FIFA JB játékvezetőként alkalmazta. Selejtező mérkőzéseket az UEFA, a rájátszásban 2010-ben az AFC/OFC, valamint a 2014-ben a CONCACAF/OFC zónákban vezetett. 2008-ban a FIFA JB bejelentette, hogy a Dél-afrikai rendezésű világbajnokság 54 lehetséges játékvezetőinek átmeneti listájára jelölte. A 38-as, szűkítette keretnek is tagja maradt. A kiválasztottak mindegyike részt vett több szakmai szemináriumon. Az európai játékvezetők 20 főből álló keretéből 14 bíró maradt versenyben. A FIFA JB a végleges, 24 fős játékvezetői keretet 2010. február 5-én közölte. Az utazó keretben volt Kassai Viktor és két segítője, Erős Gábor és Vámos Tibor is. 2012-ben a FIFA JB bejelentette, hogy a brazil labdarúgó-világbajnokság lehetséges játékvezetőinek átmeneti listájára jelölte. Az utolsó válogatáson (hazai kezdeményezésre!) nem került az utazó keretbe. A 20  labdarúgó-világbajnokság közül csak öt alkalommal nem kapott feladatot magyar játékvezető. A legtöbb mérkőzésen, három tornán Zsolt István 5 (+6 selejtezők, 6 partbíró), Palotai Károly három tornán 4 (+3 selejtezők, 8 partbíró), Puhl Sándor egy tornán 4 (+10 selejtezők) alkalommal, egyben a döntőben tevékenykedett. Kassai a 8. magyar bíró, aki világbajnokságon tevékenykedett és 4 (+10 selejtezők) mérkőzést vezetett.
| Időpont              | Helyszín                           | Mérkőzés típusa                     | Mérkőzés                        | Eredmény | Nézők száma |
| -------------------- | ---------------------------------- | ----------------------------------- | ------------------------------- | -------- | ----------- |
| 2004. augusztus 18.  | Tehelne Stadion, Pozsony           | (2006 vb) előselejtező (3. csoport) | Szlovákia–Luxemburg             | 3 – 1    | 5 016       |
| 2005. június 8.      | Központi Stadion, Almati           | (2006 vb) előselejtező (2. csoport) | Kazahsztán–Törökország          | 0 – 6    | 20 000      |
| 2005. szeptember 7.  | Vetra Stadion, Vilnius             | (2006 vb) előselejtező (7. csoport) | Litvánia–Bosznia-Hercegovina    | 0 – 1    | 4 000       |
| 2005. október 8.     | Neo GSP Stadion, Nicosia           | (2006 vb) előselejtező (4. csoport) | Ciprus–Írország                 | 0 – 1    | 13 546      |
| 2008. szeptember 10. | Olimpiai Stadion, Helsinki         | (2010 vb) előselejtező (4. csoport) | Finnország–Németország          | 3 – 3    | 37 150      |
| 2008. október 11.    | Inonu Stadion, Isztambul           | (2010 vb) előselejtező (5. csoport) | Törökország–Bosznia-Hercegovina | 0 – 3    | 23 628      |
| 2009. szeptember 9.  | Dynamo Stadion, Minszk             | (2010 vb) előselejtező (6. csoport) | Fehéroroszország–Ukrajna        | 0 – 0    | 21 727      |
| 2009. október 10.    | Nemzeti Stadion, Riffa             | (2010 vb) AFC/OFC zónadöntő         | Bahrein–Új-Zéland               | 0 – 0    | 37 000      |
| 2010. június 15.     | Ellis Park Stadion, Johannesburg   | csoportmérkőzés (G csoport)         | Brazília–Dél-Korea              | 2 – 1    | 54 331      |
| 2010. június 22.     | Royal Bafokeng Stadion, Rustenburg | csoportmérkőzés (A csoport)         | Uruguay–Mexikó                  | 0 – 1    | 33 425      |
| 2010. június 26.     | Royal Bafokeng Stadion, Rustenburg | egyik nyolcaddöntő                  | Ghána–Egyesült Államok          | 1 – 2    | 34 976      |
| 2010. július 7.      | Moses Mabhida Stadion, Durban      | egyik elődöntő                      | Spanyolország–Németország       | 1 – 0    | 60 960      |
| 2012. október 12.    | Luzsnyiki Stadion, Moszkva         | (2014 vb) előselejtező (F csoport)  | Oroszország–Portugália          | 1 – 0    | 54 212      |
| 2013. március 26.    | Francia Stadion, Saint-Denis       | (2014 vb) előselejtező (I csoport)  | Franciaország–Spanyolország     | 0 – 1    | 77 000      |
| 2013. október 15.    | Nemzeti Stadion, Szófia            | (2014 vb) előselejtező (B csoport)  | Bulgária–Csehország             | 0 – 1    | 25 464      |
| 2013. november 13.   | Estadio Azteca, Mexikóváros        | (2014 vb) rájátszás (CONCACAF/OFC)  | Mexikó–Új-Zéland                | 5 – 1    | 99 832      |

A 2005-ös U19-es labdarúgó-Európa-bajnokságon az UEFA JB megismertette a nemzetközi résztvevőkkel.
| Időpont          | Helyszín                        | Mérkőzés típusa             | Mérkőzés                     | Eredmény |
| ---------------- | ------------------------------- | --------------------------- | ---------------------------- | -------- |
| 2005. július 18. | Windsor Park Stadion, Belfast   | csoportmérkőzés (A csoport) | Észak-Írország–Görögország   | 0 – 1    |
| 2005. július 20. | Showgrounds Stadion, Ballymena  | csoportmérkőzés (B csoport) | Németország–Anglia           | 1 – 1    |
| 2005. július 26. | Mourneview Park Stadion, Lurgan | egyik elődöntő              | Szerbia és Montenegró–Anglia | 1 – 3    |

A 2008-as labdarúgó-Európa-bajnokságon, a 2012-es labdarúgó-Európa-bajnokságon, valamint a 2016-os labdarúgó-Európa-bajnokságon az UEFA JB játékvezetőként foglalkoztatta. 2008-ban a játékvezetői keret tagjaként 4. bírói (tartalék) feladatokat végzett. Személyében 12 év után működik közre honi játékvezető. 2016-ban a nyitómérkőzéssel kezdte a tornát. Sir Stanley Rous:"Már az a játékvezető is megtisztelve érezheti magát, aki a nagy világverseny első mérkőzését dirigálhatja. Egy nagy színjáték prológusaként irányt szabhat a többi kollégájának". Az utolsó pillanatig esélyes volt (csapatával) a döntő vezetésére, végül 4. (tartalék) bíróként zárhatta a labdarúgó eseményt. Magyar bírók közül a legtöbb mérkőzésen, két tornán Zsolt István 1 (+2 selejtezők, 2 partbíró), Palotai Károly három tornán 1 (+5 selejtezők), Puhl Sándor három tornán 3 (+5 selejtezők) alkalommal működött. Kassai a 4. magyar bíró, aki Európa-bajnokságon tevékenykedett és 5 (+11 selejtezők) mérkőzést vezetett.
| Időpont             | Helyszín                            | Mérkőzés típusa                    | Mérkőzés                             | Eredmény | Nézők száma |
| ------------------- | ----------------------------------- | ---------------------------------- | ------------------------------------ | -------- | ----------- |
| 2006. október 11.   | Dinamo Stadion, Minszk              | (2008 eb) előselejtező (G csoport) | Fehéroroszország–Szlovénia           | 4 – 2    | 23 000      |
| 2007. június 2.     | A.Le Coq Stadion, Tallinn           | (2008 eb) előselejtező (G csoport) | Észtország–Horvátország              | 0 – 1    | 10 000      |
| 2007. augusztus 22. | Ratina Stadion, Tampere             | (2008 eb) előselejtező (A csoport) | Finnország–Kazahsztán                | 2 – 1    | 13 000      |
| 2007. október 17.   | La Beaujoire Stadion, Nantes        | (2008 eb) előselejtező (B csoport) | Franciaország–Litvánia               | 2 – 0    | 36 400      |
| 2010. szeptember 3. | Wembley Stadion, London             | (2012 eb) előselejtező (G csoport) | Anglia–Bulgária                      | 4 – 0    | 73 246      |
| 2011. március 25.   | Nuevo Los Cármenes Stadion, Granada | (2012 eb) előselejtező (I csoport) | Spanyolország–Csehország             | 2 – 1    | 16 400      |
| 2011. szeptember 2. | Dinamo Stadion, Minszk              | (2012 eb) előselejtező (D csoport) | Fehéroroszország–Bosznia-Hercegovina | 0 – 2    | 28 500      |
| 2011. november 11.  | A.Le Coq Stadion, Tallinn           | (2012 eb) rájátszás                | Észtország–Írország                  | 0 – 4    | 9 692       |
| 2012. június 10.    | PGE Stadion, Gdansk                 | csoportmérkőzés (C csoport)        | Spanyolország–Olaszország            | 1 – 1    | 38 869      |
| 2012. június 19.    | Donbasz Aréna, Doneck               | csoportmérkőzés (D csoport)        | Anglia–Ukrajna                       | 1 – 0    | 48 700      |

Az Anglia–Ukrajna-mérkőzés 62. percében az ukrán Marko Dević által rúgott labda épp, hogy átjutott az angol kapu gólvonalán, de az angol John Terry akrobatikusan a lábával „kikanalazta”. Az alapvonalnál álló Vad István jelzésének megfelelően Kassai Viktor nem adta meg a gólt. Másnap Pierluigi Collina, a FIFA JB elnöke sajtótájékoztatón jelentette be, hogy ez téves döntés volt, ezért Kassai Viktor és négy segítője nem vezethet több meccset azon az EB-n. Az eset után ismét felújult a vita arról, hogy a játékvezető és segítői mellett műszaki eszközök is szükségesek a labda útjának pontos követésére.
| Időpont             | Helyszín                             | Mérkőzés típusa                             | Mérkőzés                | Eredmény      | Nézők száma |
| ------------------- | ------------------------------------ | ------------------------------------------- | ----------------------- | ------------- | ----------- |
| 2014. október 11.   | Elbasan Aréna, Elbasan               | (2016 eb) előselejtező (I csoport)          | Albánia–Dánia           | 1 – 1         | 11 330      |
| 2015. szeptember 6. | Ullevaal Stadion, Oslo               | (2016 eb) előselejtező (H csoport)          | Norvégia–Horvátország   | 2 – 0         | 26 751      |
| 2015. október 8.    | Hampden Park, Glasgow                | (2016 eb) előselejtező (D csoport)          | Skócia–Lengyelország    | 2 – 2         | 49 359      |
| 2016. június 10.    | Stade de France, Saint-Denis         | csoportmérkőzés (A csoport) (nyitómérkőzés) | Franciaország–Románia   | 2 – 1         | 75 113      |
| 2016. június 17.    | Stadium Municipal, Toulouse          | csoportmérkőzés (E csoport)                 | Olaszország–Svédország  | 3 – 1         | 29 600      |
| 2016. július 2.     | Stade Bordeaux-Atlantique, Bourdeaux | Európa-bajnoki negyeddöntő                  | Németország-Olaszország | 1 – 1 (6 – 5) | 38 764      |

A 2008. évi nyári olimpiai játékok labdarúgó tornáján a FIFA JB játékvezetői szolgáltra vette igénybe. Magyar bírók közül a legtöbb mérkőzésen, elsőként négy tornán Zsolt István 5 (8 partbíró), a 2. Palotai Károly két tornán 2 (6 partbíró) mérkőzést vezetett. Kassai a 3. bíró, aki olimpiai labdarúgó tornán 2 mérkőzést vezetett. Szakmai munkájának elismeréseként, a magyar játékvezetés egyik legnagyobb nemzetközi sikerének résztvevője, amikor a "megismételt" olimpia döntőt levezényelte. Asszisztensei Erős Gábor és Vámos Tibor voltak.
| Időpont             | Helyszín                  | Mérkőzés típusa             | Mérkőzés             | Eredmény | Nézők száma |
| ------------------- | ------------------------- | --------------------------- | -------------------- | -------- | ----------- |
| 2008. augusztus 10. | Központi Stadion, Sanghaj | csoportmérkőzés (A csoport) | Argentína–Ausztrália | 1 – 0    | 38 182      |
| 2008. augusztus 23. | Nemzeti Stadion, Peking   | döntő                       | Nigéria–Argentína    | 0 – 1    | 89 102      |

A 2013-as Gulf-kupa nemzetközi labdarúgó-tornán az AFC JB vendég játékvezetőként alkalmazta.
| Időpont          | Helyszín                      | Mérkőzés típusa             | Mérkőzés          | Eredmény | Nézők száma |
| ---------------- | ----------------------------- | --------------------------- | ----------------- | -------- | ----------- |
| 2013. január 6.  | Khalifa Sports City, Isa Town | csoportmérkőzés (B csoport) | Irak–Szaúd-Arábia | 2 – 0    | 15 000      |
| 2013. január 11. | Nemzeti Stadion, Riffa        | csoportmérkőzés (A csoport) | Bahrein–Katar     | 1 – 0    | 35 000      |

Az UEFA JB küldésére vezette a 2010–2011-es UEFA-bajnokok ligája döntőt. Szakmai felkészültségének és a nemzetközi felkészítő táborokban mutatott hozzáállásának köszönhetően 2007-től több BL mérkőzésen mutathatta meg képességeit. Puhl Sándor, Vágner László és Piller Sándor után az utóbbi két évtizedben ő a negyedik magyar játékvezető (hozzá csatlakozott Vad István), aki BEK/UEFA-bajnokok ligája mérkőzést vezethetett. Ráadásul ő vezette a 2010. március 16-án megrendezésre kerülő Sevilla FC-CSZKA Moszkva UEFA Bajnokok Ligája nyolcaddöntőt, ami azért is érdekes, mert 12 év óta először jelöltek magyar játékvezetőt a BL egyenes kieséses szakaszába. (Utoljára Vágner László vezette 1998-ban a Borussia Dortmund-FC Bayern München mérkőzést.) Kétszer is vezetett BL-negyeddöntőt. Az UEFA JB elismerve szakmai felkészültségét megbízta a 2011-es UEFA-bajnokok ligája-döntő koordinálásával. Előzőleg Zsolt István volt az a magyar játékvezető, aki Közép-európai kupa döntőt vezethetett. 35 évesen minden idők legfiatalabb bírója lett, aki BL-döntőt dirigálhatott. Az eddigi csúcsot Pierluigi Collina tartotta, aki 1999-ben, 39 évesen volt finalista. Segítői a döntőn Vad István 4. (tartalék) játékvezető, Fábián Mihály és Bognár Tamás alapvonal bíróként, Kispál Róbert tartalék asszisztens. Az 57. játékvezető – a 4. magyar – aki UEFA-bajnokok ligája döntőt vezetett.
| Időpont         | Helyszín                | Mérkőzés típusa | Mérkőzés                    | Eredmény | Nézők száma | Asszisztensek          |
| --------------- | ----------------------- | --------------- | --------------------------- | -------- | ----------- | ---------------------- |
| 2011. május 28. | Wembley Stadion, London | döntő           | Barcelona–Manchester United | 3 – 1    | 87 695      | Erős Gábor/Ring György |

###### Emír Kupa
A katari és a magyar JB 20 éves együttműködésének eredményeként az Emír Kupa döntőjét magyar játékvezető koordinálta.
| Időpont         | Helyszín               | Mérkőzés típusa | Mérkőzés             | Asszisztensek          |
| --------------- | ---------------------- | --------------- | -------------------- | ---------------------- |
| 2011. május 21. | Központi Stadion, Doha | döntő           | Al Rayyan–Al Grarafa | Erős Gábor/Ring György |

###### FIFA klubvilágbajnokság
A 2016-os FIFA-klubvilágbajnokságon első magyar játékvezetőként működött közre a földrészek legjobb klubcsapatainak seregszemléjén. A Kasima Antlers és az Atlético Nacional elődöntős mérkőzésén történelmi esemény fűződik a nevéhez, utólagosan, a video-visszajátszás után ítélt büntetőt.
| Időpont            | Helyszín                      | Mérkőzés típusa | Mérkőzés                            | Asszisztensek           |
| ------------------ | ----------------------------- | --------------- | ----------------------------------- | ----------------------- |
| 2016. december 11. | Szuita Városi Stadion, Oszaka | negyeddöntő     | Jeonbuk Hyundai Motors–Club América | Tóth Vencel/Ring György |
| 2016. december 14. | Szuita Városi Stadion, Oszaka | elődöntő        | Atlético Nacional–Kasima Antlers    | Tóth Vencel/Ring György |

Utolsó nemzetközi mérkőzését 2020. január 4-én vezette Szaud-Arábiában Al Adalah – Al Shoalah.

## Szakmai sikerek
- Az év magyar játékvezetője a sportújságírók szavazatai alapján (2015)[18]
- A Hivatásos Labdarúgók Szervezete (HLSZ) által megtartott szavazás alapján az első és másodosztály mintegy 800 játékosa szerint 2005-ben és 2008-ban  az év második legjobb – az első Arany Tamás – játékvezetőjének választotta. 2011-ben az Év Játékvezetője megtisztelő címet érdemelte ki.
- 2008-as év szakmai munkájának értékelése alapján az IFFHS szerint a világ 12. legjobb játékvezetője.
- A IFFHS (International Federation of Football History & Statistics) 1987-2011 évadokról tartott nemzetközi szavazásán 151 játékvezetőt értékelt, és Kassai Viktor minden idők 43. legjobb bírója lett.
- Az IFFHS szavazásán 2011-ben az év legjobb játékvezetője lett.
- 2008-ban a Komárom-Esztergom megye játékvezetője ezüst fokozatú kitüntetésben részesült.
- 2022-ben az UEFA nemzetközi sportvezetői mesterképzését végezte el. Robert Rosetti után ő a másik, aki játékvezetőként elvégezte.[19]

## Családi kötődés
Kassai István, Viktor édesapja, aki hajdan az NB III-ig jutott, ugyancsak labdarúgó-játékvezetéssel foglalkozott, és ma is aktívan vezet mérkőzéseket. 2008-ban a Komárom megyei Labdarúgó-szövetség emlékérmet adott át részére 35 éves játékvezetői tevékenységének elismeréseként.